# Peripa
Peripa is een geslacht van hooiwagens uit de familie Cranaidae.
De wetenschappelijke naam Peripa is voor het eerst geldig gepubliceerd door Roewer in 1925. 

## Soorten
Peripa omvat de volgende 2 soorten:
- Peripa clavipus
- Peripa simplex